# Kriva Vrba
Kriva Vrba  - uradno Kriva Vrba ob Vrbskem jezeru (nemško Krumpendorf am Wörthersee) je naselje in občinsko središče z okoli 3.300 prebivalci na severnem delu Vrbskega jezera 7 km zahodno od Celovca, Koroška. Območje Krive Vrbe je vse do  1. polovice 20. stoletja spadalo v slovenski jezikovni in kulturni krog in je bilo kot tako vključeno v cono B plebiscitnega ozemlja na Koroškem.

## Geografija

### Zemljepisna lega
Občina, v kateri živi 3484 stalnih prebivalcev (stanje na dan 1.1.2016), je med najstarejšimi turističnimi kraji ob Vrbskem jezeru in spalno naselje zaposlenih v Celovcu. V naselju je več hotelov in gostišč ter športno rekreacijskih naprav. 

### Naselja v občini
Občino sestavljajo štiri katastrske občine (Pričiče, Kriva Vrba, Drasing in Gurlitsch II), pod katere spada naslednjih pet krajev (Število prebivalcev na dan 1. januarja 2015):
- Cajnče (Tultschnig) (41)
- Golšovo (Görtschach) (102)
- Kriva Vrba (Krumpendorf) (3199)
- Nußberg (27)
- Pričiče (Pritschitz) (53)

(Katastrska občina Gurlitsch I spada v sosednjo občino Celovec.)

### Sosednje občine
|        | Možberk |         |
| Poreče |         | Celovec |
|        | Otok    |         |

## Zgodovina
Na podlagi arheoloških najdb je bilo ugotovljeno, da je ob severni obali Vrbskega jezera že v rimskih časih potekala Noriška cesta, ki je povezovala Vrbo na zahodni strani s Krivo Vrbo na vzhodni strani jezera. 
Okoli leta 600 se na področje Vzhodnih Alp naselijo Slovani in ustanovijo svojo samostojno kneževino Karantanijo, predhodnico kasnejše vojvodine in zvezne dežele Koroške. Karantanci so kmalu poselili vso obalo Vrbskega jezera, o čemer pričajo krajevna imena v okolici, ki so skoraj vsa slovenskega izvora. Območje okoli Vrbskega jezera je ležalo v neposredni bližini političnega in duhovnega središča Karantanije, Gosposvetskega polja, kar ga je delalo za poselitev še toliko bolj zanimivega. Potem ko so sredi 8. stoletja v takrat slovensko kneževino Karantanijo prispeli prvi krščanski misijonarji iz Salzburške nadškofije, je okoli leta 830 sledila prva gradnja Mariji posvečene cerkve na otoku sredi Vrbskega jezera. Gradnja cerkve je bila vodena iz opatije v Innichenu, ki je bila ustanovljena na sami meji takratnega germansko-slovanskega stika v namen pokristjanjevanja Karantanskih Slovencev. Kriva Vrba je bila v dokumentih prvič omenjena leta 1216  kot  Krumpendorf . Nemško ime, ki je prevod iz slovenščine verjetno izhaja iz  Krumpenfelferdorf , kjer je  Felfer  narečni izraz za  vrbo "(izraz" Krump  pa pomeni  postrani).
Kriva vrba je bila, tako kot ostali kraji okoli Vrbskega jezera, vse od časov Karantanije do sredine 19. stoletja poseljene skoraj z izključno slovensko govorečim prebivalstvom. Prve spremembe je prinesel zagon modernega turizma, še posebej po vzpostavitvi oglednih ladijskih voženj čez Vrbsko jezero. Prvi turisti so bili nemški in avstrijski meščani, ki so se navduševali nad romantično podobo z gorami obdanega jezera sredi idilične Južne Koroške in z njimi je prišlo v teh krajih do prvega resnejšega prodora nemščine. Kraji so postali turistično zanimivi in slovensko prebivalstvo, ki se je do takrat večinoma preživljalo s kmetovanjem, gozdarstvom in ribištvom, je z odprtimi rokami sprejemalo dodatni zaslužek. V zadnjih desetletjih pred koncem 19. stoletja pa se je poletni turizem razširil iz sosednjih Poreč tudi v Krivo Vrbo in za vedno spremenil značaj kraja.
Sedanje meje občine so bile dolečene že leta 1573, čeprav je bila občina sama ustanovljena šele leta 1850. Leta 1920 je del vasi Št. Primož pripadel novoustanovljeni katastrski občini Gurlitsch in priključen k deželnemu glavnemu mestu Celovcu. Leta 1987 je bilo k imenu kraja dodano "ob Vrbskem jezeru".
Kriva vrba, čeprav takrat še večinsko slovensko govoreče, je bila vključena v cono B plebiscitnega ozemlja. Po plebiscitu je novi val turističnega in gospodarskega razvoja le še stopnjeval asimilacijske pritiske na Koroške Slovence. Po 2. svetovni vojni avstrijska država zgodovinsko slovenskih krajev na severni strani Vrbskega jezera, vključno s Porečami, ne obravnava več kot uradno dvojezično ozemlje.

## Znamenitosti kraja

#### Sakralni objekti
- Župnijska cerkev Sveti Jurij iz leta 1959.
- Podružnična cerkev Sv. Urha, v nekdanji vasi Brezje prvič omenjena leta 1321.

- Katoliška farna cerkev v Krivi Vrbi
- Podružnična cerkev Svetega Urha v Brezju
- Katoliška farna cerkev Sv. Janeza Krstnika v Cajnčah

#### Gradovi
- Grad Drasing, v listinah prvič omenjen leta 1284 in 1362,
- Grad Kriva Vrba zgrajen 1735-40.
- Grad Hornstein  iz 15. stoletja.

- Grad Drasing
- Grad Kriva Vrba
- Grad Hornstein